# Seznam ostrovů Španělska v Africe

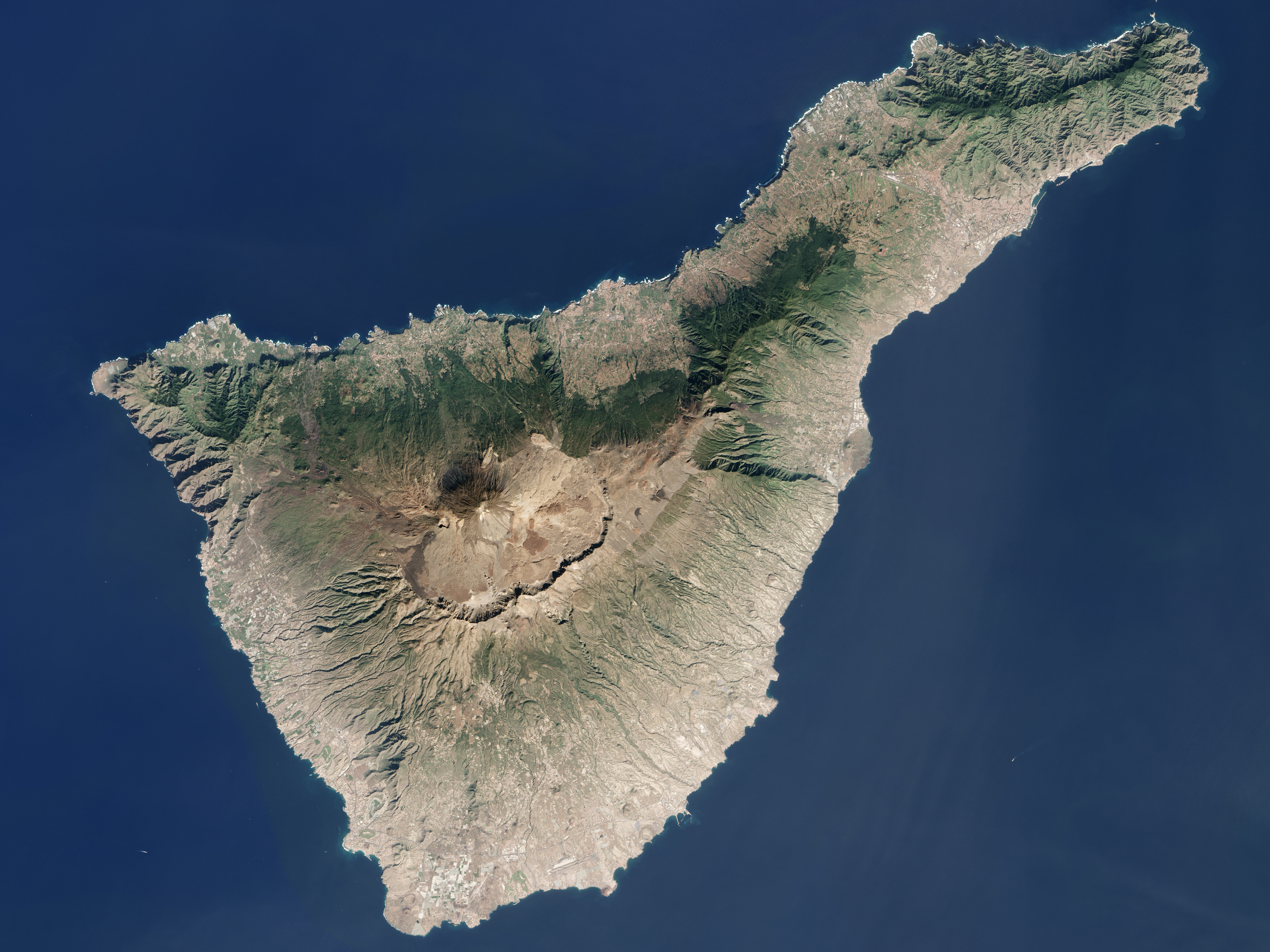
Tenerife

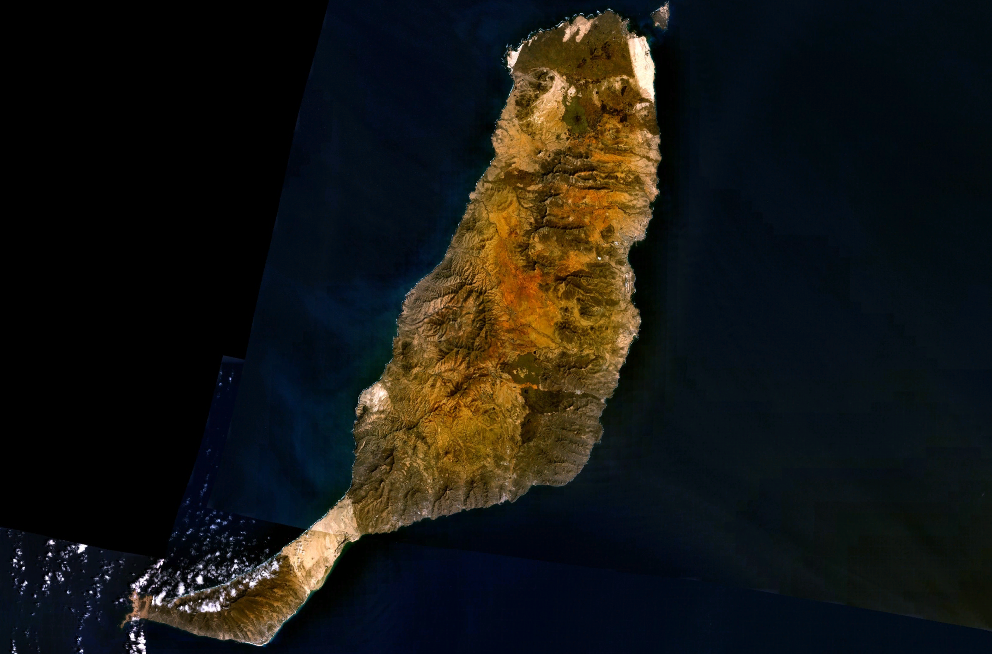
Fuerteventura

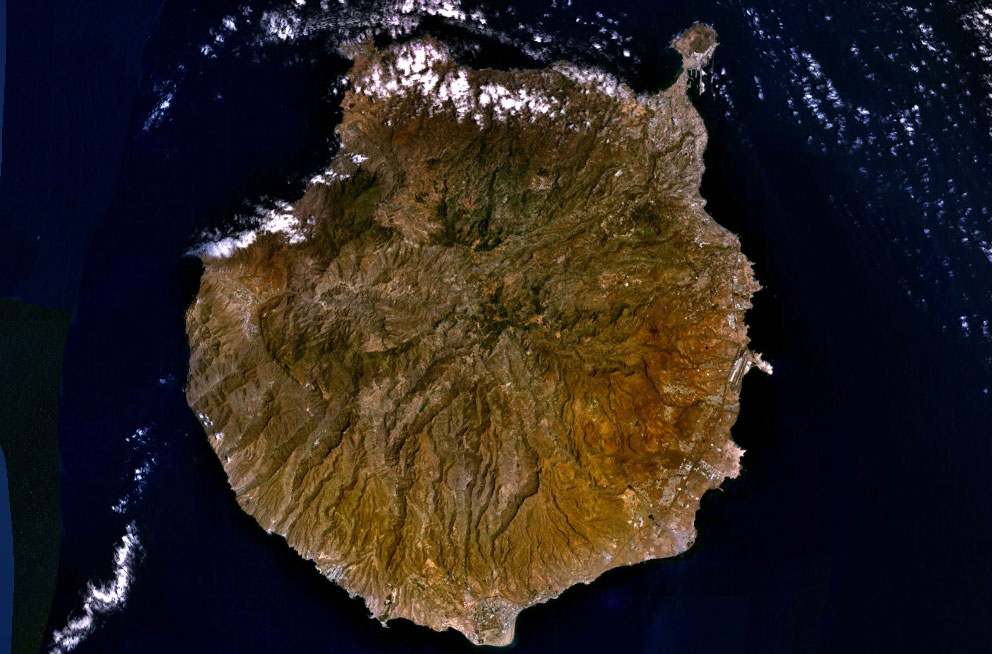
Gran Canaria

Seznam ostrovů Španělska v Africe.

## Podle velikosti

### Obydlené ostrovy a ostrovy větší než 1 km²
Jedná se výhradně o ostrovy Kanárských ostrovů v Atlantském oceánu.
|    | ostrov        | španělsky       | rozloha (km²) | pobřeží (km) | max.nadm. výška (m) | nejvyšší vrchol      | počet obyvatel | hustota zalidnění | největší sídlo             | provincie              | lokální souostroví |
| -- | ------------- | --------------- | ------------- | ------------ | ------------------- | -------------------- | -------------- | ----------------- | -------------------------- | ---------------------- | ------------------ |
| 1  | Tenerife      | Tenerife        | 2 034,38      | 234          | 3 715,0             | Pico del Teide       | 906 854        | 445,76            | Santa Cruz de Tenerife     | Santa Cruz de Tenerife |                    |
| 2  | Fuerteventura | Fuerteventura   | 1 659,74      | 240          | 807,0               | Pico de la Zarza     | 106 930        | 64,43             | Puerto del Rosario         | Las Palmas             |                    |
| 3  | Gran Canaria  | Gran Canaria    | 1 560,10      | 170          | 1 949,0             | Pico de Las Nieves   | 850 390        | 545,09            | Las Palmas de Gran Canaria | Las Palmas             |                    |
| 4  | Lanzarote     | Lanzarote       | 845,94        | 140          | 670,0               | Peñas del Chache     | 139 506        | 164,91            | Arrecife                   | Las Palmas             |                    |
| 5  | La Palma      | La Palma        | 708,32        | 118          | 2 423,0             | Peñas del Chache     | 85 115         | 120,16            | Los Llanos de Aridane      | Santa Cruz de Tenerife |                    |
| 6  | La Gomera     | La Gomera       | 369,76        | 76           | 1 487,0             | Garajonay            | 21 153         | 57,21             | San Sebastián de La Gomera | Santa Cruz de Tenerife |                    |
| 7  | El Hierro     | El Hierro       | 268,71        | 86           | 1 501,0             | Malpaso              | 10 960         | 40,79             | Valverde                   | Santa Cruz de Tenerife |                    |
| 8  | La Graciosa   | La Graciosa     | 29,05         | —            | 266,0               | Las Agujas Grandes   | 695            | 23,92             | Caleta del Sebo            | Las Palmas             | Chinijo            |
| 9  | Alegranza     | Alegranza       | 10,30         | —            | 289,0               | Montaña de Alegranza | 0              | 0,0               | —                          | Las Palmas             | Chinijo            |
| 10 | Lobos         | Islote de Lobos | 4,50          | —            | 127,0               | La Caldera           | 4              | 0,89              | El Puertito                | Las Palmas             |                    |
| 11 | Montaña Clara | Montaña Clara   | 1,48          | —            | 256,0               | La Mariana           | 0              | 0,0               | —                          | Las Palmas             | Chinijo            |

### Neobydlené ostrovy větší než 0,1 ha
|    | ostrov                      | španělsky                   | rozloha (ha) | pobřeží (m) | max.nadm. výška (m) | nejvyšší vrchol | provincie, autonomní město centrální správa | poloha moře         | součást souostroví |
| -- | --------------------------- | --------------------------- | ------------ | ----------- | ------------------- | --------------- | ------------------------------------------- | ------------------- | ------------------ |
| 12 | Congreso                    | Isla del Congreso           | 25,60        | 3 000       | 137,0               | —               | Španělské severoafrické državy              | Alboránské moře     | Islas Chafarinas   |
| 13 | Isabel II                   | Isla de Isabel II           | 15,30        | —           | 35,0                | —               | Španělské severoafrické državy              | Alboránské moře     | Islas Chafarinas   |
| 14 | Perejil                     | Isla de Perejil             | 14,00        | —           | 74,0                | —               | Ceuta                                       | Gibraltarský průliv |                    |
| 15 | Rey                         | Isla del Rey                | 11,60        | —           | —                   | —               | Španělské severoafrické državy              | Alboránské moře     | Islas Chafarinas   |
| 16 | Alborán                     | Isla de Alborán             | 7,12         | —           | 15,0                | —               | Almería                                     | Alboránské moře     |                    |
| 17 | Roque de Tierra             | Roque de Tierra             | 7,02         | 1 203       | 179,0               | —               | Santa Cruz de Tenerife                      | Atlantský oceán     | Roques de Anaga    |
| 18 | Roque del Este              | Roque del Este              | 6,40         | 1 538       | 84,0                | El Campanario   | Las Palmas                                  | Atlantský oceán     | Chinijo            |
| 19 | Roque de Fuera              | Roque de Fuera              | 3,55         | 1 140       | 66,0                | —               | Santa Cruz de Tenerife                      | Atlantský oceán     | Roques de Anaga    |
| 20 | Roque de Garachico          | Roque de Garachico          | 5,00         | —           | 77,0                | —               | Santa Cruz de Tenerife                      | Atlantský oceán     |                    |
| 21 | Roque Grande                | Roque Grande                | 3,19         | 865         | —                   | —               | Santa Cruz de Tenerife                      | Atlantský oceán     | Roques de Salmor   |
| 22 | Peñón de Vélez de la Gomera | Peñón de Vélez de la Gomera | 1,90         | —           | 77,0                | —               | Španělské severoafrické državy              | Alboránské moře     |                    |
| 23 | Isla de Tierra              | Isla de Tierra              | 1,70         | —           | 11,0                | —               | Španělské severoafrické državy              | Alboránské moře     | Islas Alhucemas    |
| 24 | Roque del Oeste             | Roque del Oeste             | 1,58         | —           | 41,0                | —               | Las Palmas                                  | Atlantský oceán     | Chinijo            |
| 25 | Peñón de Alhucemas          | Peñón de Alhucemas          | 1,50         | —           | 15,0                | —               | Španělské severoafrické državy              | Alboránské moře     | Islas Alhucemas    |
| 26 | Isla de Mar                 | Isla de Mar                 | 1,40         | —           | 4,0                 | —               | Španělské severoafrické državy              | Alboránské moře     | Islas Alhucemas    |
| 27 | Roque Chico                 | Roque Chico                 | 0,48         | 258         | —                   | —               | Santa Cruz de Tenerife                      | Atlantský oceán     | Roques de Salmor   |
| 28 | Santa Catalina              | Isla de Santa Catalina      | 0,10         | —           | 5,0                 | —               | Ceuta                                       | Alboránské moře     |                    |